# Gairdner River
Der Gairdner River ist ein Fluss in der Region Great Southern in Western Australia. Er mündet im Gebiet des Fitzgerald-River-Nationalparks ins Meer.